# Omnichord
L'Omnichord è uno strumento musicale di tipo elettronico, costruito dalla Suzuki Musical Instrument Corporation in diversi modelli. Il primo esemplare venne commercializzato nel 1981. Nel corso degli anni lo strumento si è evoluto fino ad arrivare al QChord, il quale, grazie a cartucce d'espansione di memoria, può sostituire un'intera orchestra.
Progettato originariamente come un sostituto elettronico dell'autoharp, l'Omnichord ha via via assunto una propria caratterizzazione, per le caratteristiche e per il suono peculiare.
L'Omnichord è il successore diretto di uno strumento giocattolo denominato Tronichord, col quale condivide parecchie funzionalità e tecnologie. 
La tecnica esecutiva più semplice è simile a quella dell'autoharp, mentre la mano sinistra preme i tasti che formano gli accordi, la destra sfiora il touchpad che sostituisce le corde. Rispetto all'autoharp però la tastiera è posta nella parte superiore dello strumento. L'omnichord permette molte altre possibilità per ottenere suoni, anche utilizzando soltanto la tastiera.  

## Suonatori di Omnichord
Benché non si possa considerare l'Omnichord uno strumento di uso generalizzato, sono molti gli artisti che l'hanno utilizzato, tra cui si ricordano in particolare:
- Brian Eno coi Passengers per la canzone Miss Sarajevo;
- Mark Mothersbaugh dei Devo nell'album Oh, No! It's Devo! del 1982;
- gli Eurythmics nel singolo Love Is a Stranger;
- David Bowie nella sua cover del brano America di Simon & Garfunkel, eseguita dal vivo durante il Concerto per New York del 2001;[1]
- Chris Urbanowicz degli Editors nel brano Like Treasure;
- Stefan Olsdal dei Placebo nel brano Black-Eyed;
- Damon Albarn, fondatore dei Gorillaz, che per la melodia di sottofondo del singolo Clint Eastwood utilizzò il ritmo "Rock 1" preinstallato nell'Omnichord OM-300.[2][3]

Inoltre si possono annoverare come utilizzatori dell'Omnichord anche Simon Jeffes della Penguin Cafe Orchestra, Benjamin Goldwasser degli MGMT, Bob Dylan, Björk, Nick Rhodes dei Duran Duran, i Kasabian, The Dixie Chicks ed Elvis Costello.